# ラ・ベンタ
ラ・ベンタ（La Venta）は、メキシコのタバスコ州西部のメキシコ湾岸近くにある先古典期の遺跡。古代オルメカ文明の中心的な遺跡のひとつであり、紀元前900年から紀元前400年ごろにかけて栄えたが、その後は衰退した。現在その遺物の多くはビヤエルモサのラ・ベンタ野外博物館に移されている。

## 概要

メキシコ湾岸のオルメカ遺跡の分布

ラ・ベンタ遺跡はメキシコ湾から内陸へ十数キロメートルはいった所にあり、トナラ川の近くの沼地の小高いところに位置する。ラ・ベンタが繁栄していた時代にはトナラ川の中洲であった。
メキシコ湾岸ではベラクルス州南部のサン・ロレンソが紀元前1200-紀元前850年ごろに発展したが、その後は衰退した。サン・ロレンソにかわってメキシコ湾岸の中心地になったのがラ・ベンタである。ラ・ベンタではオルメカ文明の最初の都市が築かれた。
ラ・ベンタでは68基の石彫が発見されている。石彫には巨石人頭像、人物座像、人物立像、動物石像、石碑、「玉座」とも呼ばれるテーブル状祭壇などがある。
建造物ではサン・ロレンソのものとくらべて規模の大きい土製建造物が造られた。代表的な建造物に高さ34メートルある建造物C-1の神殿ピラミッドがある。主要な建造物はすべて北から8度西に偏った基線に従って建てられている。

## 再発見
ラ・ベンタ遺跡は1925年にフランス・ブロムとオリヴァー・ラファージによって発見された。ブロムはラ・ベンタの巨石人頭像がトレス・サポーテスのものに似ていることを指摘した。
1940年にマシュー・スターリングはスミソニアン協会とナショナルジオグラフィック協会の後援によってラ・ベンタを訪れた。スターリングとフィリップ・ドラッカーによって1942年にラ・ベンタの発掘が行われた。1943年と1955年にも発掘調査され、C14年代測定の結果、オルメカ文明の特徴を持った文化は主に紀元前1000年ごろから紀元前600年ごろまでであることが判明した。紀元前400年には衰退したが、それ以降も西暦1200年ごろまで人が居住していた。

## ラ・ベンタ野外博物館
ラ・ベンタで石油が発見されたため、1958年に大部分の遺物が遺跡から135キロメートル離れたビヤエルモサの野外博物館 (es:Parque-Museo La Venta) に移された。野外博物館には巨石人頭像・玉座・石碑など50点の大型石彫が展示されている。
ビヤエルモサの人類学地方博物館 (es:Museo Regional de Antropología Carlos Pellicer Cámara) もラ・ベンタの遺物を所蔵している。
1980年代にはレベッカ・ゴンサレス・ラウクの率いる新たな発掘プロジェクトが国立人類学歴史研究所の後援によって始まり、遺跡博物館も建設されてビヤエルモサに移された遺物のレプリカも置かれているため、ラ・ベンタ自身にも見るべきものがある。
墓Aで発見されたヒスイ製品などはメキシコシティの国立人類学博物館に展示されている。

## ギャラリー

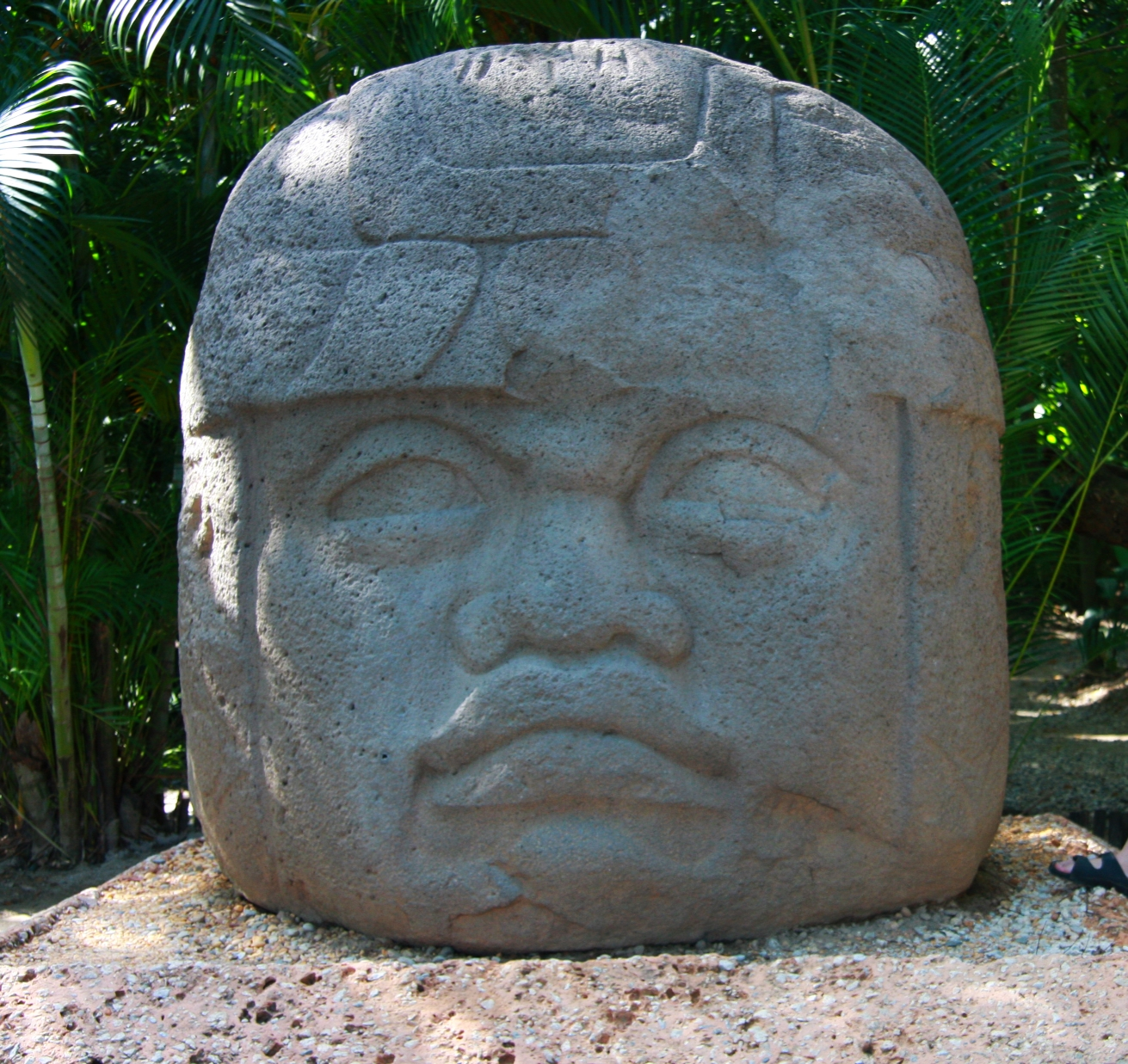
巨石人頭像
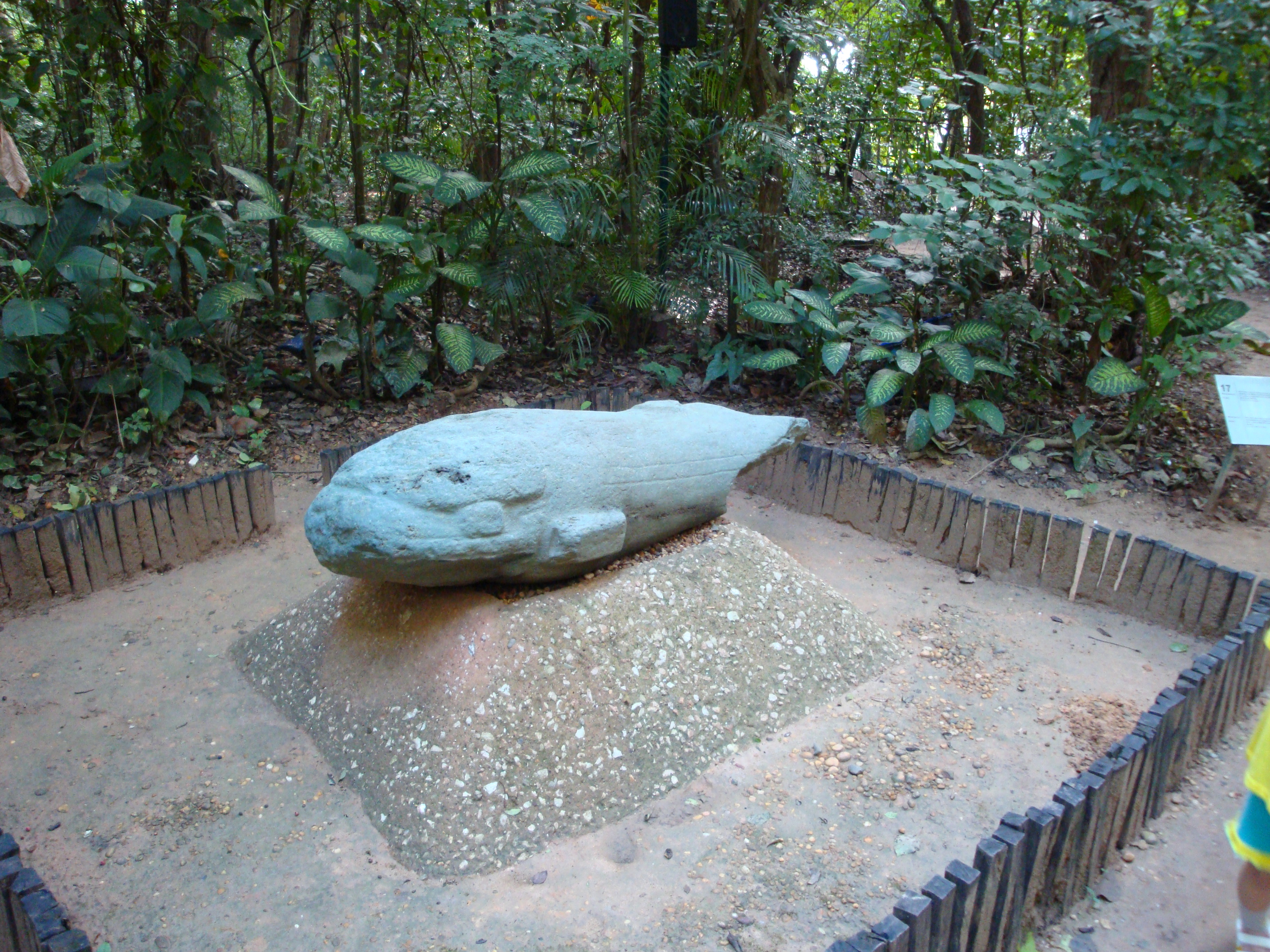
イルカとされる動物石像
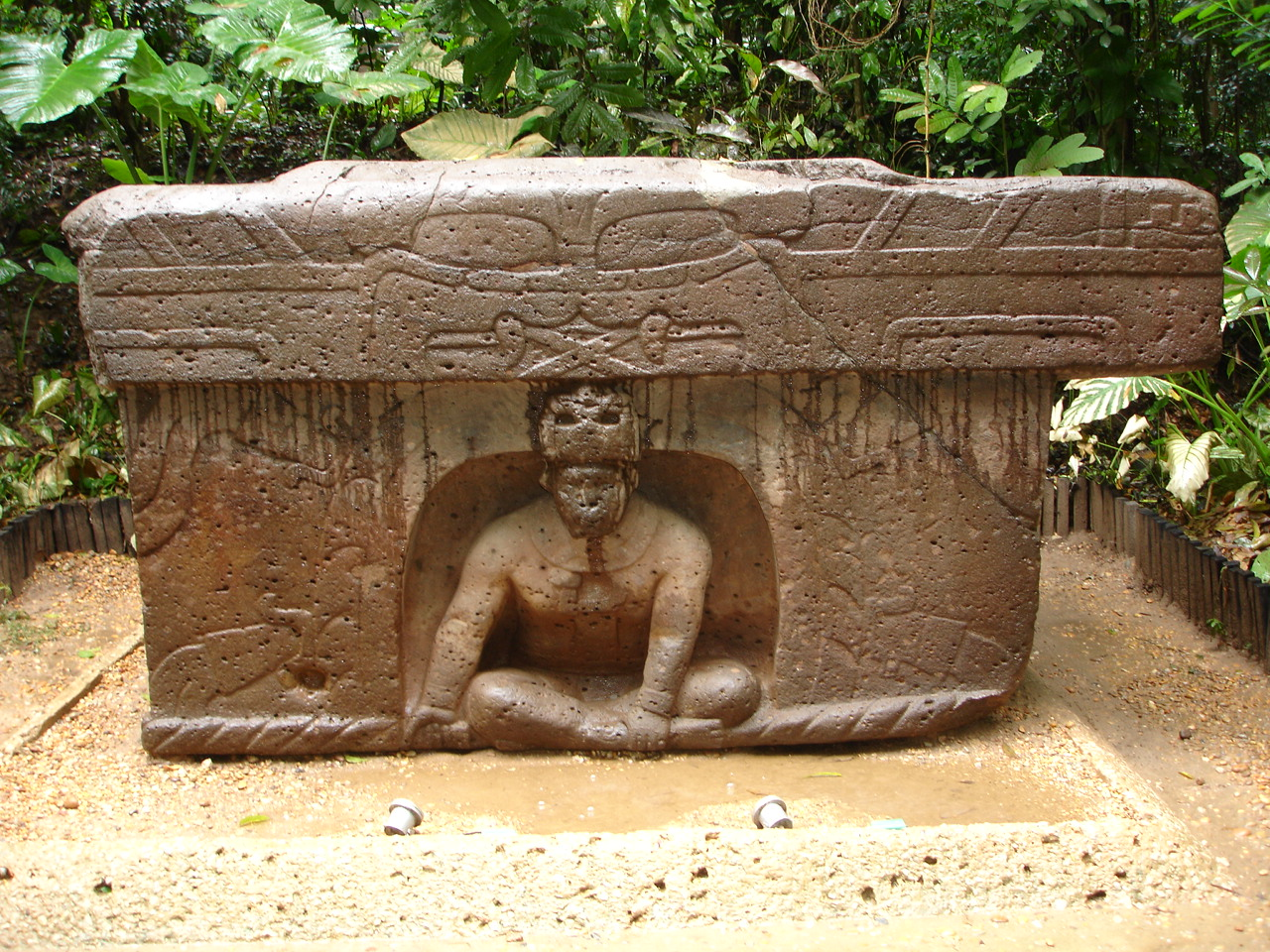
祭壇（玉座）4
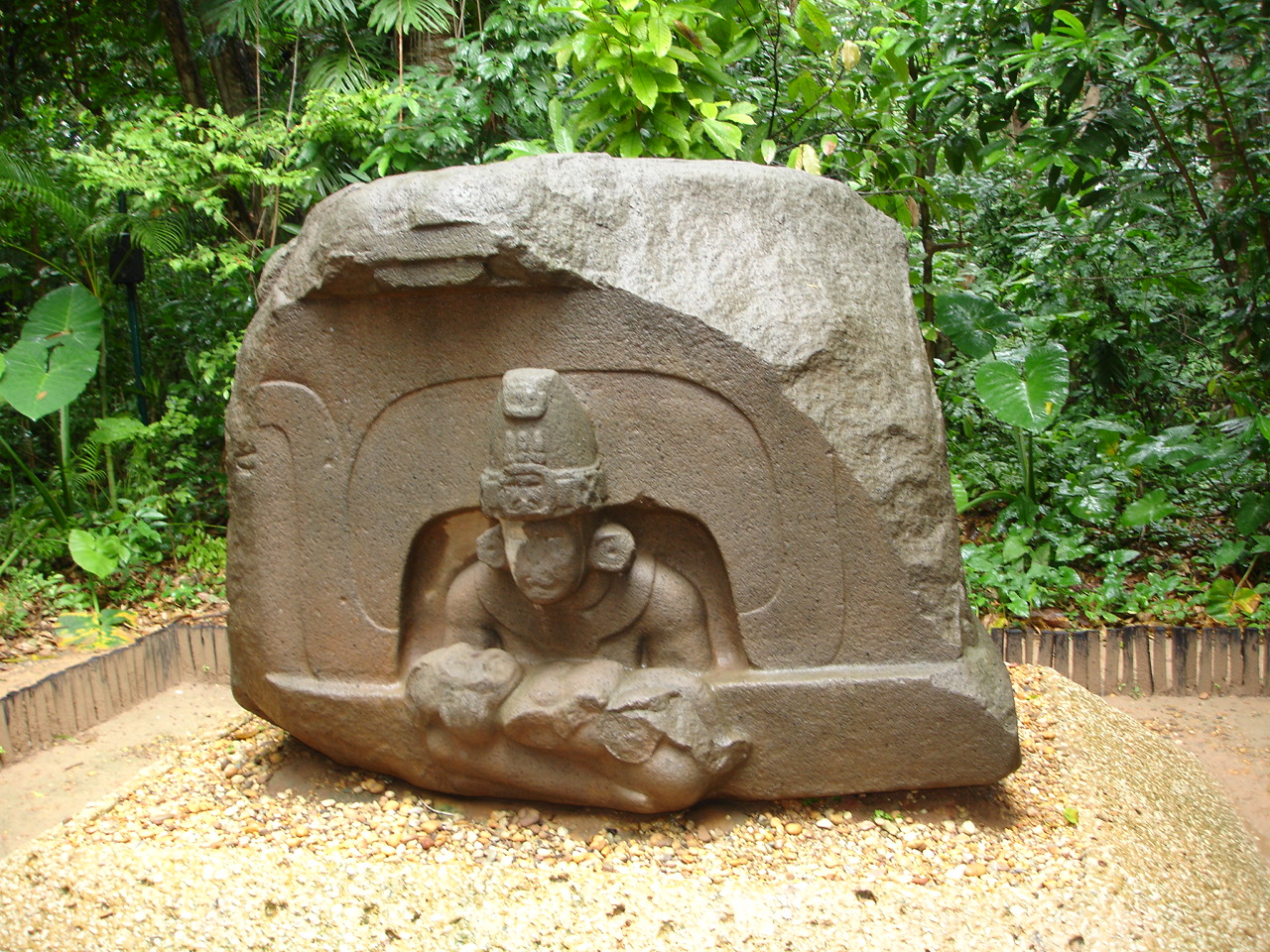
祭壇（玉座）5
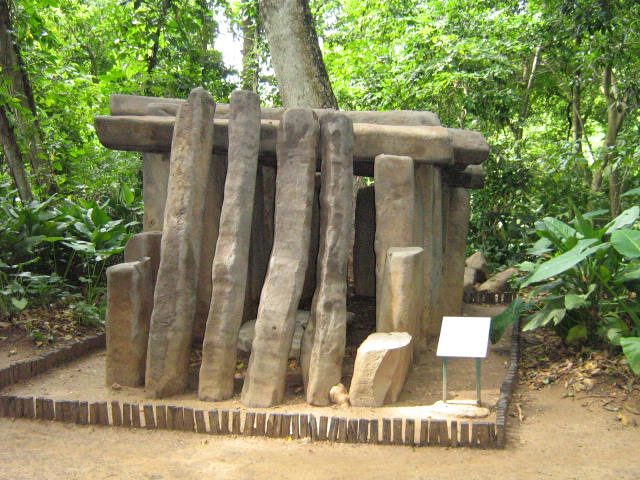
墓A
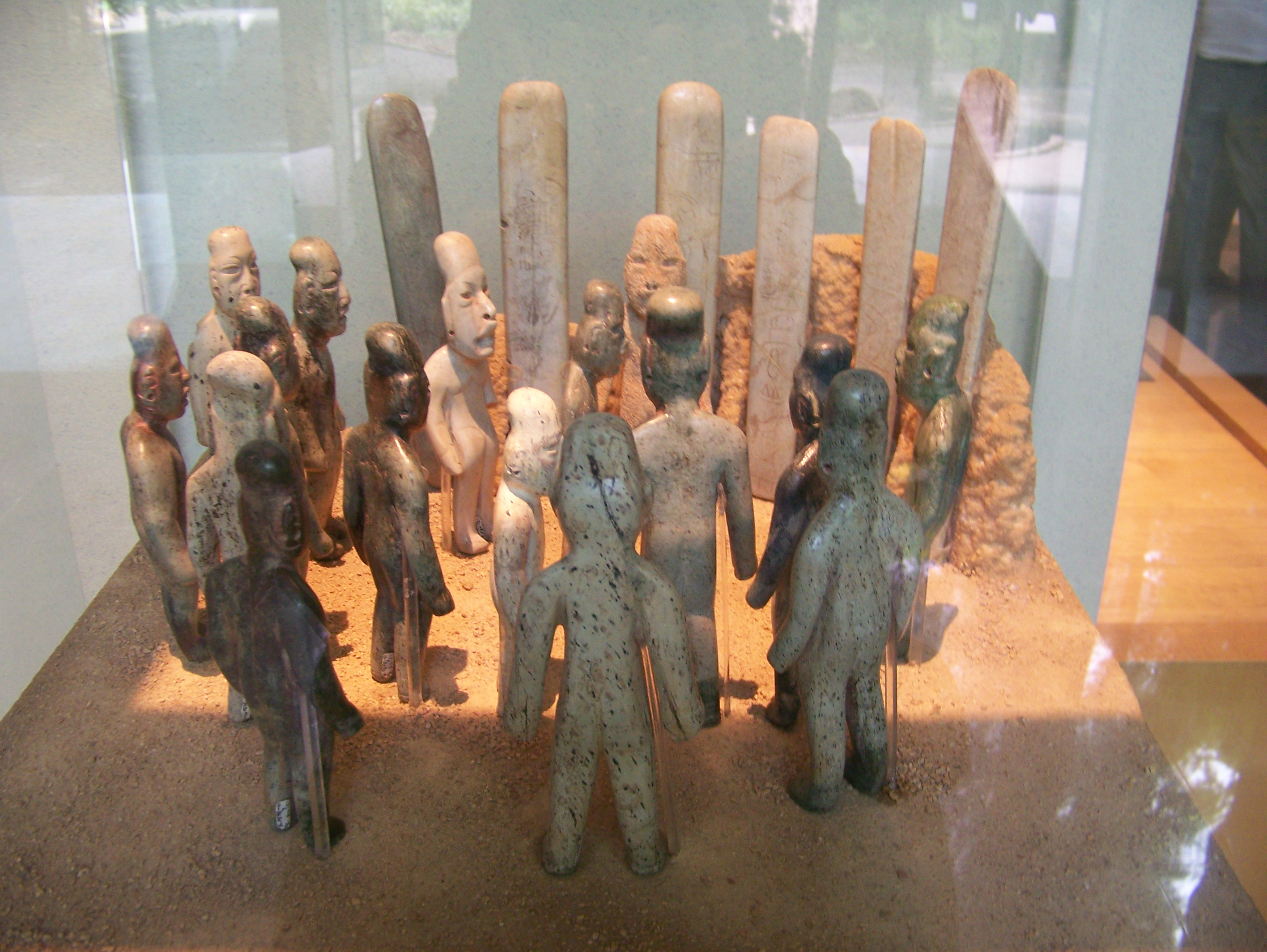
ヒスイの人形
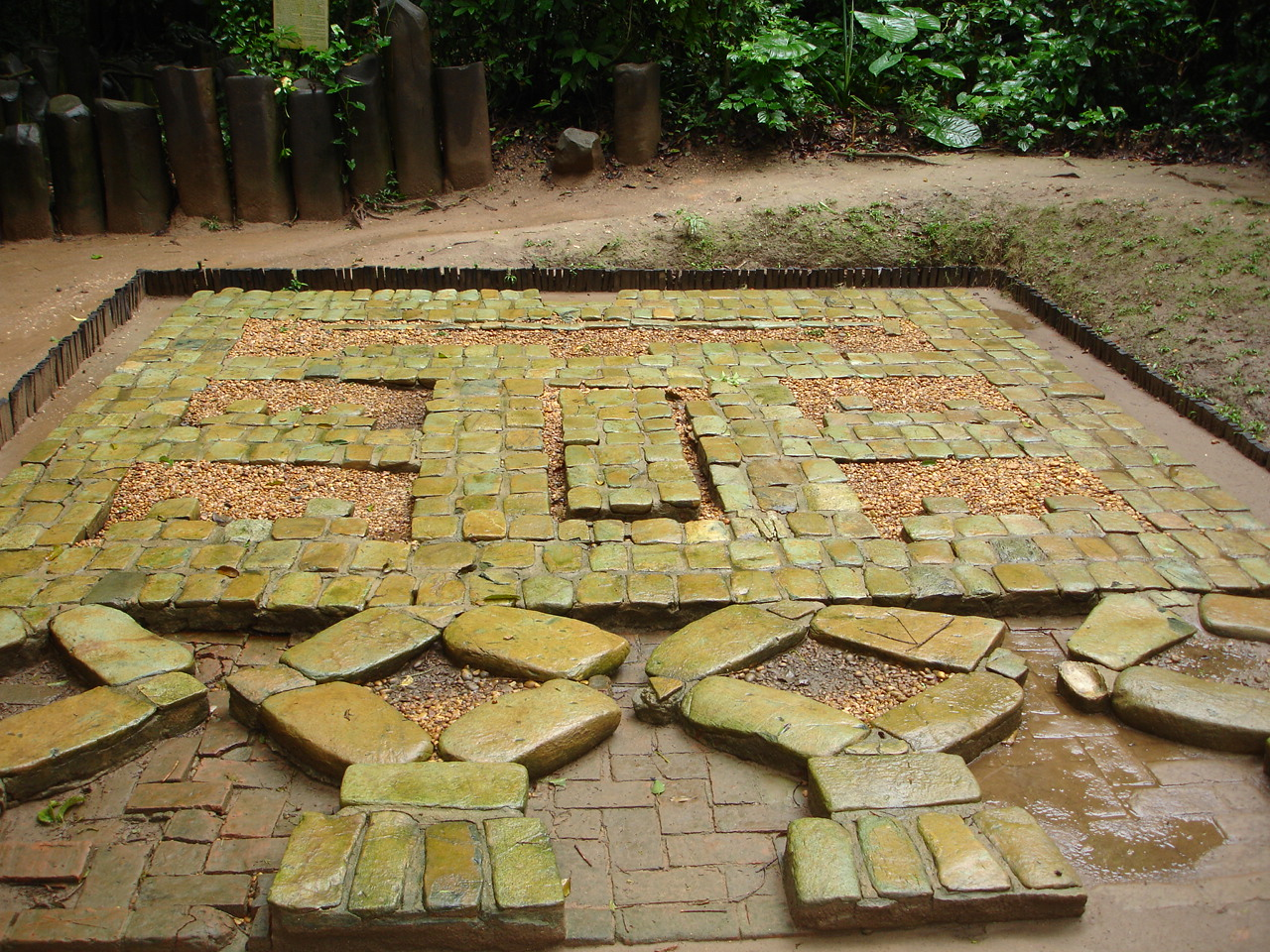
モザイク埋蔵物